# Acaena lucida
Acaena lucida é uma espécie de rosácea do gênero Acaena, pertencente à família Rosaceae.